# Stanko Todorov
Stanko Todorov Georgiev (bulharsky: Станко Тодоров Георгиев; 10. prosince 1920, Klenovik – 17. prosince 1996, Sofie) byl bulharský politik, představitel komunistického režimu v Bulharsku. Takřka deset let byl předsedou bulharské vlády (7. července 1971 – 16. června 1981) a dalších devět let byl předsedou bulharského parlamentu, neboli Lidového shromáždění Bulharské lidové republiky (16. června 1981 – 17. července 1990). Jedenáct dní v roce 1990 byl úřadujícím prezidentem (z titulu své funkce předsedy parlamentu).
Od roku 1936 pracoval v komunistickém mládežnickém hnutí. V letech 1941–1943 se zapojil do odboje uvnitř bulharské armády, roku 1943 z ní dezertoval a vstoupil do tehdy ilegální Komunistické strany Bulharska. V roce 1944 se účastnil zářijového povstání. V letech 1947–1950 byl tajemníkem Ústředního výboru Dimitrovova svazu lidové mládeže (obdoba československého ČSM, později SSM). Roku 1954 se stal členem ústředního výboru strany, roku 1964 členem jeho politbyra (nejužšího vedení). V letech 1952–1957 byl ministrem zemědělství, v letech 1959–1962 předsedou Státního plánovacího výboru (obdoba československé Státní plánovací komise), v letech 1959–1966 byl místopředsedou vlády, roku 1971 byl jmenován jejím předsedou. V době, kdy byl premiérem, šlo o třetí nejmocnější post v Bulharsku. Jeho takřka deset let ve funkci je bulharským rekordem. Patřil k reformnímu křídlu strany. Sehrál jistou roli při sesazování Todora Živkova roku 1989 a nasměrování země k demokracii. Předsedou parlamentu byl až do prvních svobodných voleb roku 1990. V nich byl zvolen i do prvního demokratického parlamentu na kandidátce středolevé Bulharské socialistické strany (Българска социалистическа партия), avšak brzy se mandátu vzdal ze zdravotních důvodů.